# Olivier Thill
Olivier Thill (Luxembourg, 1996. december 17. –)  luxemburgi válogatott labdarúgó, az Eyüpspor játékosa kölcsönben a Vorszkla Poltava csapatától.

## Pályafutása
A Niederkorn, az FC Rodingen 91 és a CS Fola Esch csapataiban nevelkedett fiatalon. 2015 és 2018 között a Niederkorn csapatában lépett pályára profi szinten. 2018. augusztus 31-én 4 évre aláírt az orosz FK Ufa csapatához. 2020. december 30-án az ukrán Vorszkla Poltava jelentette be szerződését, amely két évre szól. 2022. március 7-én a Nemzetközi Labdarúgó-szövetség bejelentette, hogy az orosz-ukrán konfliktus miatt,  minden külföldi játékos szerződését felfüggesztik Ukrajnába. Március 30-án 2022. június 30-ig aláírt a török Eyüpspor csapatához.

## A válogatottban
2017. augusztus 31-én a Fehérorosz labdarúgó-válogatott elleni világbajnoki selejtező mérkőzésen kezdőként debütált a felnőtt válogatottban Október 10-én pedig az első gólját is megszerezte a Bolgár labdarúgó-válogatott ellen.

### Góljai a válogatottban
| #  | Dátum               | Helyszín                                   | Ellenfél | Gól | Végeredmény | Verseny                                    |
| -- | ------------------- | ------------------------------------------ | -------- | --- | ----------- | ------------------------------------------ |
| 1. | 2017. október 10.   | Stade Josy Barthel, Luxembourg, Luxembourg | Bulgária | 1–0 | 1–1         | 2018-as világbajnokság-selejtező           |
| 2. | 2018. szeptember 8. | Stade Josy Barthel, Luxembourg, Luxembourg | Moldova  | 2–0 | 4–0         | 2018–2019-es UEFA Nemzetek Ligája (D liga) |
| 3. | 2021. szeptember 4. | Rajko Mitić Stadion, Belgrád, Szerbia      | Szerbia  | 1–2 | 1–4         | 2022-es labdarúgó-világbajnokság-selejtező |

## Család
Testvérei, Vincent Thill és Sebastien Thill szintén labdarúgók, az Örebro SK és a Sheriff Tiraspol játékosai. Édesapja, Serge Thill maga is labdarúgó volt és rövid ideig edzősködött is.